# BLUE DROP
『BLUE DROP』（ブルー ドロップ）は、吉富昭仁の漫画『電撃コミックガオ!』にて連作読み切りとして連載された後、『チャンピオンRED』にて『BLUE DROP 〜天使の僕ら〜』が連載された。
『BLUE DROP 〜天使達の戯曲〜』としてテレビアニメ化され、2007年10月から同年12月に放送された。

## 作品概要
女性のみの異星人アルメに侵略された、日本の少年少女の青春の物語。登場人物や時代は作品によって異なる。
異星人は科学技術は進んでいるものの、かつて存在した男性は既に滅んでしまっており、地球人と生物学的に近い種なので混血が可能である。

## 漫画
最初に読み切り作品『BLUE DROP』が発表され、のち登場人物や時代が異なる『BLUE DROP 〜天使の僕ら〜』が連載された。

### BLUE DROP 吉富昭仁作品集
『電撃コミックガオ!』で2004年8月号から2006年2月号までに掲載された読み切り作品を収録。
神子-KAMINOKO-
海人-KAIJIN-
天使の約束
天使の選択
壊れた天使

#### 単行本
- 吉富昭仁『BLUE DROP 〜天使の僕ら〜』 メディアワークス〈電撃コミックス〉、全1巻

1. 2006年1月27日発売 ISBN 4-8402-3327-6

### BLUE DROP 〜天使の僕ら〜
『チャンピオンRED』（秋田書店）で2007年4月号から2008年3月号まで連載された。全12話。作中での時代設定は2009年。

#### あらすじ
ある日、謎の少女が矢波翔太の前に現れた。彼女の正体に気づいた翔太は異星人の実験対象に選ばれてしまう。

#### 登場人物
矢波翔太（やなみ しょうた）
今作品の主人公の男子高校生。
杉山健造（すぎやま けんぞう）
翔太の親友の男子高校生。異星人により、体を女性に作りかえられる。
名取琴子（なとり ことこ）
翔太の幼馴染みの女子高生。
松村真一（まつむら しんいち）
翔太の後輩の男子高校生。
吉村誠一（よしむら せいいち）
翔太の先輩。翔太はたびたび彼に手紙を送っているが...
ラザエル
異星人。
マリエル
異星人。

#### 単行本
- 吉富昭仁『BLUE DROP 〜天使の僕ら〜』 秋田書店〈チャンピオンREDコミックス〉、全2巻

1. 2007年9月20日発売 ISBN 978-4-253-23291-3
2. 2008年3月19日発売 ISBN 978-4-253-23292-0

### BLUE DROP 〜天使の悪戯〜
『BLUE DROP 〜天使の僕ら〜』のスピンオフ作品として『チャンピオンRED いちご』VOL.2、VOL.4に掲載された。この2編は、『天使の僕ら』の単行本1・2巻にそれぞれ収録されている。『チャンピオンRED』の2007年12月号では、『天使の悪戯』のドラマCDが付録となっていた。

### BLUE DROP 〜舞い降りた天使〜
『BLUE DROP 〜天使達の戯曲〜』のDVD封入特典として掲載されている原作者描き下ろしコミック。DVDの巻数に合わせての続き物となっている。作中での時代設定は2008年。

## ラジオドラマ
fm osaka制作のラジオ番組「FMサウンドシネマ」にて2007年7月から同年9月まで放送された。電撃コミックス「吉富昭仁作品集 BLUE DROP」に収録されている作品をラジオドラマ化したもの。

### スタッフ
- 原作：吉富昭仁
- 脚本：杉谷祐
- 音楽：根岸貴幸
- 音響監督：小林克良

### 登場人物・声の出演

#### 神子
- 真美：日笠山亜美
- 龍平：野島裕史
- 順子：河原木志穂

#### 海人
- 清美：遠藤綾
- 留美：広橋涼
- 岡本：桐井大介

#### 天使の約束/天使の選択/壊れた天使
- YUI：名塚佳織
- 美里：小菅真美
- 称子：永田亮子

## テレビアニメ
『BLUE DROP 〜天使達の戯曲〜』（ブルードロップ てんしたちのぎきょく）のタイトルで、2007年10月から同年12月に独立UHF局系で放送した。全13話。作中での時代設定は1999年。読み切り版『BLUE DROP』の約1000年前、『BLUE DROP 〜天使の僕ら〜』より10年前の時代を描く。
原作者の吉富は企画段階から参加し、設定やキャラクターの描き下ろしを行っている。また、一部の話では自ら脚本も執筆している。

### あらすじ
離れ小島・神隠（かみおき）島。平和なそこである日、全島民が1人を除き全滅するという謎の異変が発生。たった1人の生き残りである少女・若竹マリは間もなく救出されるが、既に彼女は過去の記憶を失っていた……。
それから5年後。中高一貫教育制で全寮制の名門女子校「私立海鳳学園」に編入したマリは、そこで出会った不思議な魅力を持つ級友・千光寺萩乃に徐々に惹かれあっていく。しかし、萩乃の正体は異星人の地球調査艦の艦長エカリルであった。やがて萩乃はマリを守るため、本星に反旗を翻す。

### 登場人物
若竹 マリ（わかたけ マリ）
声 - 矢島晶子
テレビアニメ版の主人公で、高校2年生。寝相と料理の腕前はかなり悪い。
5年前の神隠島島民全滅事件で両親と過去の記憶を失い、祖母の元に引き取られる。それ以来学校には通っていなかったが、祖母の意向で海鳳学園に編入する。
萩乃とは序盤こそ対立していたものの、徐々にお互いに絆を深めていき、終盤では想いを通じ合わせた。
最終話では出撃した萩乃を追いかけ必死に呼び掛けたが、萩乃はマリに返事をすることなくブルーで飛び立っていった。結果的にマリが最後に聞いた萩乃の言葉は、学園で別れた時の「さようなら」である。最終話以降の詳細は不明。
千光寺 萩乃（せんこうじ はぎの）
声 - 沢城みゆき
マリと同級生で同じ青海寮に所属。お淑やかで成績優秀、スポーツ万能の優等生。マリを気に掛ける。しかしその正体は、5年前地球にやって来た異星人の地球調査艦隊5番艦ブルーの艦長（コマンダー）エカリルである。
学園ではクールな優等生だが、マリに対しては愛情の裏返しか少々意地悪になることがある。また、赤ん坊を「未知の生物」と表現したり、沸騰した高温のミルクを飲ませようとするなど、少し一般人（地球人？）とずれている一面もある。
最終話、マリや学園の皆を守るため、そしてシバリエルとの決着をつけるために出撃する。途中、ツバエルを強制的に脱出させ単身ブルーでノヴァールに突進し撃破するも、同時にブルーも大破したため生死は不明。
ツバエル
声 - 後藤邑子
異星人。ブルーのオペレータ（ガンナー）。艦長のエカリルを信頼している。
人類を軽蔑して（見下して）いたが、次第にマリやみち子を見て、人類に親近感を抱くようになる。
最終話では学園祭を守ろうとブルーで敵艦隊と交戦し、3隻を撃破する。しかしノヴァールとの最終決戦に向かった萩乃にブルーのブリッジから強制射出された。
最終話の最終シーン（30年後）に、地球側国連全権大使シャトルのパイロットもしくはオペレータとして声のみ登場した。アザナエルとは腐れ縁が続いているようだ。
川嶋 朱音（かわしま あかね）
声 - 渡辺明乃
マリの同級生だが、1年留年しているので実際にはマリより1つ年上。青海寮に所属。姉御肌な性格。料理が好きで、将来はコックになることを希望している。
母方の姓だが、実は学園長の娘である。幼少時に両親が離婚した後、この学園に入学するまでずっと父親には会っていなかった。
香月 みち子（こうづき みちこ）
声 - 雪野五月
マリの同級生で青海寮に所属する。一般家庭出身のため、お嬢様学校である海鳳学園では浮いてしまっており、同様に浮いた存在であったマリとは最初に親しくなる。
物語を書くことが好きで、学園祭で行う演劇の脚本を書くことになる。学園祭の演劇の脚本担当になったみち子だったが、周囲からのプレッシャーに耐え切れずに逃げ出したことがある。だが、仲良く一緒に歩くマリと萩乃を見たのをきっかけに、ある物語を思いつく。
第1話の冒頭と最終話の最終シーンに登場する国連全権大使は、30年後のみち子である。
菅原 裕子（すがわら ゆうこ）
声 - 山田美穂
マリの担任の新任教師。担当は化学で、カウンセラーの資格も持つ。そそっかしい性格。
正体は秘密護衛官で、密かにマリを守ると同時に、事件の真相を追っていた。
深町学園長
声 - 中田譲治
フルネームは不明。ダンディでハンサムな男性。離婚歴有り。実は朱音の父。
舞山教務主任
声 - 一城みゆ希
フルネームは不明。中年女性。いわゆるお局様で、周りには非常に厳しく当たるタイプ。
シバリエル
声 - 麻上洋子
異星人。ブルーを指揮下に置く（宇宙）戦艦ノヴァールの艦長で、調査艦隊司令（マスターコマンダー）を兼ねる。
なお、声優の麻上洋子はブルーのAIの声も担当。
5年前、思念凝結兵器のテストのためにブルーのエンジンに細工・暴走させ、神隠島の全滅事件を引き起こした張本人であるが、長くこの事実を隠蔽していた。この思念凝結兵器で自分の分身を作っており、ある程度使いこなしている。事件の証拠でもあるブルーを隠滅せんと執拗に追撃する。
最終話では侵略部隊の本格的侵攻と同時に艦隊を集結させブルーを撃破するべく猛攻をかける。自分を裏切ったアザナエルを追いつめたものの、ブルーで突進してきた萩乃によってノヴァールの爆発に呑まれ、死亡したものと思われる。
アザナエル
声 - 折笠愛
異星人。ノヴァールの艦載戦闘機部隊（無人機）チーフで、オノミルの恋人だった。
初めはオノミルが死亡した原因が萩乃にあると思い酷く恨み、ブルーに捕まった後も罠を仕掛けるなど暗躍する。しかし後にシバリエルに原因があることが判明し、シバリエルを殺そうとするも失敗。裏切り者として追われる身になってしまう。ノヴァールから脱出する途中、シバリエルの作り出したオノミルの幻影に惑わされ、銃で撃たれて負傷するも生前のオノミルの残した仕掛けにより脱出に成功し、ブルーのピンチに駆けつける。
最終話では無人攻撃機のコントロールを奪いブルーに加勢。ノヴァールに攻撃をかけるも、ノヴァールのMBブラスターに随伴機を撃破され、追いつめられるが、その時ブルーの特攻でノヴァールが撃破され、一命を取り留める。
最終話の最終シーン（30年後）に、護衛機のパイロットとして声のみ登場した。ツバエルとは良い喧嘩友達になっているようだ。
オノミル
声 - 倉田雅世
異星人。ブルーのオペレータ（機関担当）で、アザナエルの恋人だった。5年前の事件で死亡。自分が死んだのは萩乃のせいではないことを伝えるため、幻影となって萩乃の前に現れる。
カサゴル
声 - 川上とも子
異星人。第2艦ケルビルーの艦長。見た目が幼い。第5話と第12話に登場。
船津丸 ひろ子（ふなつまる ひろこ）
声 - 斉藤貴美子
青海寮の寮長。「KEEP WEIGHT」という文字が書かれた私服をよく着ている。
船津丸 ゆり子
声 - 篠原恵美
ひろ子の姉。既婚。
山田 和美、鈴木 双葉、佐藤 未恵
声 - 広津佑希子 / 野中藍 / 板東愛
青海寮の寮生。3人共、萩乃のファンで、彼女に敵対する者を許さない。
オペレーター
声 - 生天目仁美
オペレーター
声 - 猪口有佳

### スタッフ
- 原作・キャラクター原案・デザインワーク - 吉富昭仁
- 監督・原案 - 大倉雅彦
- 副監督 - 友田政晴
- シリーズ構成 - 高橋ナツコ
- キャラクターデザイン・総作画監督 - 竹田逸子
- メカニックデザイン - 米村孝一郎
- 戦艦BLUEデザイン - 竹内敦志
- 2Dグラフィティックスデザイン - 山田可奈子
- 美術監督 - 野村正信
- 色彩設計 - 海鋒重信
- 撮影監督 - 和田尚之
- 編集 - 重村建吾
- 音響監督 - 鶴岡陽太
- 音楽 - THE金鶴
- プロデューサー - 岩瀬繁功、中村伸一、山崎史紀、堀圭輔、大橋豊
- アニメーションプロデューサー - 曽根孝治
- アニメーション制作 - ビースタック、旭プロダクション
- 製作 - PROJECT BD（キングレコード、ポニーキャニオン、ショウゲート、メモリーテック、ビースタック）

### 主題歌
オープニングテーマ「BLUE」
作詞 - 大倉雅彦 / 作曲 - Clara / 編曲 - 藤間仁（Elements Garden） / 歌 - Suara
エンディングテーマ「蕾-blue dreams-」
作詞 - Bee' / 作曲 - 衣笠道雄 / 編曲 - 藤田淳平（Elements Garden） / 歌 - Suara

### 各話リスト
サブタイトルは何れも花の名前となっており、ストーリー冒頭やタイトルテロップではサブタイトルそのものではなく、その学名の元々の意味や花言葉がナレーションで読み上げられる。
| 話数 | サブタイトル                     | 脚本       | 絵コンテ          | 演出              | 作画監督                                                                           |
| ---- | -------------------------------- | ---------- | ----------------- | ----------------- | ---------------------------------------------------------------------------------- |
| 1    | Hydrangea -水の入れ物-           | 高橋ナツコ | 大倉雅彦          | 大倉雅彦 羽生尚靖 | 竹田逸子                                                                           |
| 2    | Lavandula -疑念-                 | 高橋ナツコ | 福田道生          | 友田政晴          | 蘇武裕子                                                                           |
| 3    | Datura -偽りの魅力-              | 渡邊大輔   | 長尾粛 大倉雅彦   | 長尾粛            | 井上善勝                                                                           |
| 4    | Dahlia pinnata -不安-            | 高橋ナツコ | 吉田英俊 大倉雅彦 | 神崎ユウジ        | 成松義人、水川弘理 八木元喜                                                        |
| 5    | Garden verbena -親子の絆-        | 小枝マリ   | 静野孔文 大倉雅彦 | 内田祐司          | 粟井重紀                                                                           |
| 6    | Campanula -小さな瞳-             | 白井宏旨   | 羽生尚靖          | 久米一成 友田政晴 | 服部憲知                                                                           |
| 7    | Crinum -汚れない心-              | 吉富昭仁   | 瀬藤健嗣 大倉雅彦 | 小林孝志          | 蘇武裕子 早川ナオミ                                                                |
| 8    | Hyoscyamus niger -打ち破る想い-  | 渡邊大輔   | 長尾粛 大倉雅彦   | 吉田英俊          | 今村麻美 牛来隆行                                                                  |
| 9    | Lagenaria siceraria -夜の想い出- | 高橋ナツコ | 出合小都美        | 出合小都美        | 上田幸一郎                                                                         |
| 10   | Cirsium -復讐-                   | 渡邊大輔   | 福田道生 大倉雅彦 | 神崎ユウジ        | 水川弘理 土橋昭人                                                                  |
| 11   | Thoroughwort -あの日の記憶-      | 渡邊大輔   | 大倉雅彦          | 内田裕司          | CHOI YOUNG-HEE、JUNG JI-HEE 小枝マリ                                               |
| 12   | Cosmos -美しい調和-              | 高橋ナツコ | 大倉雅彦          | 吉田英俊          | 亜蘭純子、CHOI YOUNG-HEE JUNG JI-HEE、服部憲知                                     |
| 13   | Rosmarinus -海の雫-              | 高橋ナツコ | 大倉雅彦          | 小林孝志          | CHOI YOUNG-HEE、JUNG JI-HEE HWANG YOUNG SIK、亜蘭純子 小枝マリ、蘇武裕子、友田政晴 |

### 放送局
| 放送地域 | 放送局             | 放送期間                 | 放送日時           | 放送区分   | 備考             |
| -------- | ------------------ | ------------------------ | ------------------ | ---------- | ---------------- |
| 京都府   | KBS京都            | 2007年10月2日 - 12月25日 | 火曜 26:00 - 26:30 | 独立UHF局  |                  |
| 千葉県   | チバテレビ         | 2007年10月2日 - 12月25日 | 火曜 26:30 - 27:00 | 独立UHF局  |                  |
| 三重県   | 三重テレビ         | 2007年10月2日 - 12月25日 | 火曜 26:55 - 27:25 | 独立UHF局  |                  |
| 埼玉県   | テレ玉             | 2007年10月4日 - 12月27日 | 木曜 25:00 - 25:30 | 独立UHF局  |                  |
| 東京都   | TOKYO MX           | 2007年10月5日 - 12月28日 | 金曜 26:30 - 27:00 | 独立UHF局  |                  |
| 神奈川県 | tvk                | 2007年10月5日 - 12月28日 | 金曜 27:15 - 27:45 | 独立UHF局  |                  |
| 和歌山県 | テレビ和歌山       | 2007年10月7日 - 12月30日 | 日曜 25:10 - 25:40 | 独立UHF局  |                  |
| 日本全域 | バンダイチャンネル | 2007年10月15日 -         | 月曜 12 00 更新    | ネット配信 |                  |
| 日本全域 | GyaO               | 2007年 記載なし -        | 月曜 12:00 更新    | ネット配信 |                  |
| 日本全域 | Yahoo!動画         | 2007年 資料なし -        | 月曜 12:00 更新    | ネット配信 |                  |
| 日本全域 | AT-X               | 2007年11月9日 -          | 金曜 11:30 - 12:00 | CS放送     | リピート放送あり |